# Миннигулов, Тафтизан Тагирович
Тафтиза́н Таги́рович Миннигу́лов (Миндигу́лов, 29 мая 1922, Кусеево, Башкирская АССР — 29 сентября 1943, Брагинский район, Полесская область) — гвардии сержант Рабоче-крестьянской Красной армии, участник Великой Отечественной войны. Герой Советского Союза (1944).
Во время войны командир расчёта миномёта 62-го гвардейского кавалерийского полка 16-й гвардейской кавалерийской дивизии (7-й гвардейский кавалерийский корпус, 61-я армия, Центральный фронт) гвардии сержант Т. Т. Миннигулов особо отличился при форсировании Днепра.

## Биография
Тафтизан Тагирович Миннигулов родился 29 мая 1922 года в семье крестьянина в деревне Кусеево Бурзян-Тангануровского кантона Башкирской АССР (ныне — Баймакский район Башкортостан). По национальности башкир. Там же окончил семь классов школы. После окончания школы, работал в родном колхозе им. Ворошилова. Затем работал на золотых приисках.
В декабре 1941 году был призван на службу в Рабоче-крестьянскую Красную Армию Баймакским райвоенкоматом. Обучался на курсах младших командиров. С апреля 1942 года находился на фронтах Великой Отечественной войны. Участвовал в боях на Сталинградском и Центральном фронтах. 28 февраля 1943 года был награждён орденом Красной Звезды.
20 сентября 1943 года командир расчёта миномёта 62-го гвардейского кавалерийского полка (16-я гвардейская кавалерийская дивизия, 7-й гвардейский кавалерийский корпус, 61-я армия, Центральный фронт) гвардии сержант Тафтизан Миннигулов особенно отличился во время боёв за населённый пункт Черныш (Черниговский район, Черниговская область Украины) в ходе которого он лично уничтожил 18 противников.

### Подвиг
29 сентября 1943 года во время боёв за белорусскую деревню Усохи (Брагинский район, Гомельская область Беларуси) подразделения 62-го гвардейского кавалерийского полка оказались под вражеским огнём, тогда командир расчёта Тафтизан Миннигулов добровольно вызвался уничтожить огневые точки противника. Огнём из автомата и гранатами он уничтожил вражеский миномётный расчёт, а также подорвал танк противника, но при выполнении задания погиб. Похоронен в братской могиле на юго-западной окраине деревни Галки (Беларусь).
Указом Президиума Верховного Совета СССР «О присвоении звания Героя Советского Союза генералам, офицерскому, сержантскому и рядовому составу Красной Армии» от 15 января 1944 года за «образцовое выполнение боевых заданий командования на фронте борьбы с немецкими захватчиками и проявленными при этом отвагу и геройство» гвардии сержант Тафтизан Тагирович Миннигулов был посмертно награждён званием Героя Советского Союза с вручением медали «Золотая Звезда» и ордена Ленина.

## Награды и звания
- Герой Советского Союза (15 января 1945)[6]
  - Медаль «Золотая Звезда»
  - Орден Ленина
- Орден Отечественной войны II степени (3 ноября 1943)[4]
- Орден Красной Звезды (28 февраля 1943)[4]

## Память
В Уфе имя Тафтизана Миннигулова увековечено золотыми буквами на мемориальных досках вместе с другими именами всех 78-и Героев Советского Союза 112-й Башкирской (16-й гвардейской Черниговской) кавалерийской дивизии на здании Национального музея Республики Башкортостан, а также его имя было высечено на здании Музея 112-й Башкирской (16-й гвардейской Черниговской) кавалерийской дивизии.
В родном селе Тафтизана Миннигулова установлен его бюст; на здании школы, где он учился, была открыта мемориальная доска. Его именем была названа основная улица в родной деревне героя и одна из улиц в городе Баймак.

## Комментарии
1. ↑  52°59′04″ с. ш. 58°25′25″ в. д.HGЯO
2. ↑  51°36′47″ с. ш. 31°30′59″ в. д.HGЯO
3. ↑  51°34′39″ с. ш. 30°29′45″ в. д.HGЯO